# EC Novo Hamburgo
EC Novo Hamburgo is een Braziliaanse voetbalclub uit Novo Hamburgo in de staat Rio Grande do Sul.

## Geschiedenis
De club werd opgericht in 1911 als SC Novo Hamburgo en nam later de naam EC aan. In 1944 moest de naam gewijzigd worden in EC Floriano omdat Novo Hamburgo Nieuw-Hamburg betekende en Duitsland de tegenstander was in de Tweede Wereldoorlog. In 1968 werd echter opnieuw de oude naam aangenomen. In 2017 behaalde de club zijn eerste grote succes. Nadat in de staatscompetitie de club eerste werd in de eerste fase won de club in de kwartfinale en schakelde in de halve finale het grote Grêmio na strafschoppen en plaatste zich voor de finale tegen Internacional. Ook hier won de club na strafschoppen en hield zo Internacional van een zevende titel op rij. Het volgende seizoen volgde de ontnuchtering toen de club de degradatie maar net kon vermijden.

## Erelijst
Campeonato Gaúcho
2017